# Daniel Alaei
Daniel Alaei (Santa Fe Springs, 1984) is een Amerikaans pokerspeler. Hij schreef in zowel 2006, 2009, 2010, 2013 als 2015 een toernooi op de World Series of Poker op zijn naam en haalde in december 2009 zijn eerste World Poker Tour-titel door de WPT Doyle Brunson Five Diamond Classic te winnen, goed voor een hoofdprijs van $1.428.430,-.
Alaei verdiende tot en met juni 2015 meer dan $6.850.000,- in pokertoernooien (cashgames niet meegerekend) Hij verscheen in 2003 voor het eerst aan het prijzenloket in het profcircuit. De World Series of Poker (WSOP) van 2004 waren de eerste waarop hij zich in het prijzengeld speelde, toen hij als 59e eindigde in het Main Event.

## Trivia
- Alaei speelde mee in het eerste seizoen van High Stakes Poker, een op televisie uitgezonden cashgame.

## World Series of Poker-titels
| Jaar | Toernooi                                           | Prijs      |
| ---- | -------------------------------------------------- | ---------- |
| 2006 | $5.000 No-Limit 2-7 Draw Lowball met Rebuys        | $430.698   |
| 2009 | $10.000 World Championship Omaha Hi/Lo 8-or-better | $445.898   |
| 2010 | $10.000 World Championship Pot Limit Omaha         | $780.599   |
| 2013 | $10.000 Pot Limit Omaha                            | $852.692   |
| 2015 | $10.000 Omaha Hi-Lo 8 or Better Championship       | $391.097,- |